# LSD - Inferno per pochi dollari
LSD - Inferno per pochi dollari è un film italiano del 1967 diretto da Massimo Mida (con lo pseudonimo di Mike Middleton).

## Trama
Rex Miller collabora con un'organizzazione per sgominare il traffico di LSD, ma, sorgono alcuni problemi.